# Romuald Yernaux
Romuald Yernaux, né le 9 juillet 1976 à Charleville-Mézières, est un entraîneur français de basket-ball.

## Biographie
Entraîneur des Flammes Carolo basket, il conduit ses joueuses au titre de championnes de France de Nationale Féminine 1, qui promeut le club en Ligue féminine de basket pour la saison 2010-2011.
Romuald Yernaux est élu par ses pairs entraîneur de l'année 2015-2016, puis de nouveau pour l'exercice 2016-2017, son club alignant 17 victoires et 5 défaites en saison régulière pour atteindre la deuxième place du classement et obtenir une qualification pour la finale de la Coupe de France.

## Vie privée
Il est en couple avec l'ancienne basketteuse Yacine Sene.

## Carrière joueur
- Dom-le-Mesnil
- Reims (NM3-NM1)
- Vrigne-aux-Bois

## Carrière entraîneur

### Clubs
- 2001- .... : Flammes Carolo basket

### Palmarès

#### Club
- Champion de France NF1 en 2010
- Coupe de France : 2025